# Althea Garrison
Pour les articles homonymes, voir Garrison.
Althea Garrison, née le 7 octobre 1940 est une femme politique indépendante américaine originaire de Boston qui a siégé au conseil municipal de cette ville.
Althea Garrison a été élue républicaine à la Chambre des représentants du Massachusetts en 1992 et a servi un mandat de 1993 à 1995. Avant et après cette candidature, elle s'est présentée sans succès à de multiples élections à la Cour générale du Massachusetts et au Conseil municipal de Boston en tant que républicaine, démocrate ou indépendante, ce qui l'a amenée à être décrite dans les médias comme une candidate perpétuelle,. Garrison est également connue comme la première personne transgenre à être élue à une assemblée législative d'État aux États-Unis,. Son outing s'est effectué contre son gré par le Boston Herald après son élection en 1992.
Althea Garrison a par la suite été membre du conseil de la ville de Boston de janvier 2019 à janvier 2020 en raison d'une vacance laissée par l'élection d'Ayanna Pressley à la Chambre des représentants des États-Unis. Garrison étant placée en deuxième position lors des élections du conseil municipal de Boston en 2017, elle était éligible à prendre ses fonctions conformément aux règles du conseil municipal. Elle n'a pas été réélue en novembre 2019.

## Biographie
Garrison est née dans la ville d'Hahira en Géorgie. Elle était la plus jeune d'une fratrie de sept enfants et a fréquenté le lycée de la ville d'Hahira. Althea Garrison a déménagé à Boston pour s'inscrire dans une école d'esthétique mais a fini par s'inscrire au collège pré-universitaire de Newbury et y a obtenu un associate degree. Elle a ensuite reçu une licence en administration de l'université Suffolk, une maîtrise en gestion de l'université Lesley College ainsi qu'un diplôme d'études spécialisées en administration et gestion de Harvard.
Selon les dossiers de la Cour des successions du comté de Suffolk, Garrison a demandé son changement de nom en 1976. Cette demande indique que le nom de Althea Garrison correspond à l'apparence et à l'état de santé de la personne requérante et est le nom sous lequel elle sera connue à l'avenir.
Outre son unique mandat à la Chambre du Massachusetts, Althea Garrison a travaillé comme employée aux ressources humaines pour le bureau du contrôleur de l'État du Massachusetts, où elle a utilisé son temps de vacances pour se présenter aux élections. Elle a siégé pendant quatre ans au Conseil d'aménagement du Grand Boston.

## Carrière politique

### Débuts
En 1982 et 1986, Garrison s'est présentée sans succès à la Chambre des représentants du Massachusetts en tant que candidate démocrate. Elle s'est également présentée sans succès au Conseil municipal de Boston en 1983, 1985, 1987, 1989 et 1991. Au cours de la campagne de 1991, le Boston Herald a indiqué qu'elle avait présenté sa candidature neuf fois alors qu'elle déclairait en être à sa 10e ou 11e candidature. Lors des élections de 1991, Garrison a terminé à la troisième position lors des élections primaires du district 7.

### Chambre du Massachusetts
En 1992, elle s'est présentée et a été élue dans le 5e district de Suffolk à la Chambre du Massachusetts  en représentant les quartiers Dorchester et Roxbury de Boston. L'élection de Garrison à l'Assemblée législative en 1992 a été rendue possible en partie par le fait qu'elle a contesté certaines des signatures que le représentant de l'époque, Nelson Merced, avait soumises pour se qualifier pour le scrutin primaire démocrate. Par conséquent Garrison n'a pas eu à se présenter contre un candidat sortant aux élections générales. Aux élections générales, elle a battu la candidate démocrate Irene Roman à 2 451 voix contre 2014.
Au sein de la Chambre du Massachusetts, Althea Garrison a toujours voté en faveur des syndicats professionnels, ce qui l'a amenée à être réélue par la fédération américaine du travail du Massachusetts, l'AFL-CIO et huit autres syndicats. Sur de nombreux votes, elle a voté avec les démocrates à l'Assemblée législative plutôt qu'avec les républicains. Cependant, elle s'est opposée au mariage homosexuel et à l'avortement.
Garrison a perdu sa réélection en 1994 en face de la candidate démocrate Charlotte Golar Richie par une différence de 2 108 voix contre 1718.
Au total Althea Garrison a présenté sa candidature au moins 32 fois sans succès.

### Conseil municipal de Boston
Althea Garrison a récupéré le siège de la conseillère municipale Ayanna Pressley au conseil municipal de Boston lorsque Pressley a quitté le conseil municipal après son élection au Congrès en novembre 2018 dans le 7e district du Massachusetts. Elle a prêté serment le 9 janvier 2019. Garrison était également candidate à la réélection lors des élections de novembre 2019 où elle a terminé septième sur huit candidats.

## Voir également
- Danica Roem, première personne transgenre à être élue et à siéger dans une législature d'État